# Love Notes
Love Notes, o 7º álbum oficial da banda japonesa Gospellers, é uma coletânea de músicas romântica. O CD foi lançado no dia 6 de Junho de 2001 e traz canções compostas pelo próprio grupo, ora interpretadas em estilo a capella (sem apoio instrumental), ora acompanhadas por instrumentos, numa mistura que agradou aos fãs, fazendo este álbum vender mais de um milhão de cópias.

## Prêmios
- 1º lugar no ranking semanal da Oricon;
- 1º álbum da banda a vender um milhão de cópias;
- Hitori (ひとり) ficou durante 43 semanas no Top 10;
- Melhor álbum do ano da 16º edição do Japan Gold Disc da Oricon;

## Faixas
| N° | Tempo | Título                            | Título (*)       |
| -- | ----- | --------------------------------- | ---------------- |
| 01 | 4:47  | Promise - a cappella -            | N/A              |
| 02 | 5:35  | Towani                            | (永遠に)         |
| 03 | 4:33  | NO MORE TEARS                     | N/A              |
| 04 | 4:58  | Hachigatsu no kujira              | (八月の鯨)       |
| 05 | 4:44  | U'll Be Mine - acoustic version - | N/A              |
| 06 | 5:44  | AIR MAIL                          | N/A              |
| 07 | 3:53  | t.4.2.                            | N/A              |
| 08 | 5:11  | Kawaki                            | (渇き)           |
| 09 | 4:57  | LOSER                             | N/A              |
| 10 | 5:03  | I LOVE YOU, BABY                  | N/A              |
| 11 | 4:49  | Atarashii sekai                   | (あたらしい世界) |
| 12 | 1:58  | Curtain Call                      | (カーテンコール) |
| 13 | 3:35  | Hitori                            | (ひとり)         |

- * Os títulos em nihongo só estão presentes caso façam parte do encarte e/ou release oficial do álbum.